# FKヴェルブジド・キュステンディル
ヴェルブジド・キュステンディル（Velbazhd Kyustendil (ブルガリア語: Велбъжд Кюстендил)）は、ブルガリアのキュステンディルをホームタウンとするサッカークラブである。

## 歴史
クラブは1919年にヴェルブジドの名前で創設された。1920年にモツィオン、1928年にボリスラフ、1940年にパウタリヤ、1945年にチェルヴェノ・ズナメに改称された。1954年に初めてAグループに参加した。1956年にスパルタクなどのキュステンディルのスポーツ組織と合併し、レヴスキとなった。その後、オソゴヴェツ、オソゴヴォに改称された。1970年にミニョルと合併し、ヴェルブジドとなったが、1996年から1999年の間はレヴスキの名前で活動した。
1996年から2001年まで6シーズン連続でAグループに参加し、1999年から2001年までは3シーズン連続で3位になった。
また、2001年にブルガリア・カップで準優勝した。
2001年7月23日、ヴェルブジドはPFKロコモティフ・プロヴディフと合併し、PFKロコモティフ1936となった。ロコモティフ1936はヴェルブジドに代わり、Aグループに参加した。同年、ヴェルブジドはFKステファネル、FKドゥプニツァと合併、ヴェルブジド1919の名前で活動を再開し、3部のVグループ南西地域に参加した。2012年7月16日にFKブズルジャと合併した。

## 欧州の成績
| シーズン | 大会                   | ラウンド | 対戦相手           | ホーム | アウェー | 合計    |  |
| -------- | ---------------------- | -------- | ------------------ | ------ | -------- | ------- |  |
| 2000     | UEFAインタートトカップ | 1回戦    | UCD                | 0-0    | 3-3      | 3-3 (a) |  |
| 2000     | UEFAインタートトカップ | 2回戦    | シグマ・オロモウツ | 2-0    | 0-8      | 2-8     |  |

## 歴代所属選手
- アントニ・ズドラヴコフ
- プラメン・ペトロフ
- ダニエル・フリストフ
- ゲオルギ・ペトロフ
- イヴォ・ミハイロフ
- イリアン・ストヤノフ
- ヴェルコ・フリステフ
- ペタル・コレフ
- ボイコ・ヴェリチコフ
- ミハイル・ミハイロフ